# Dvsn

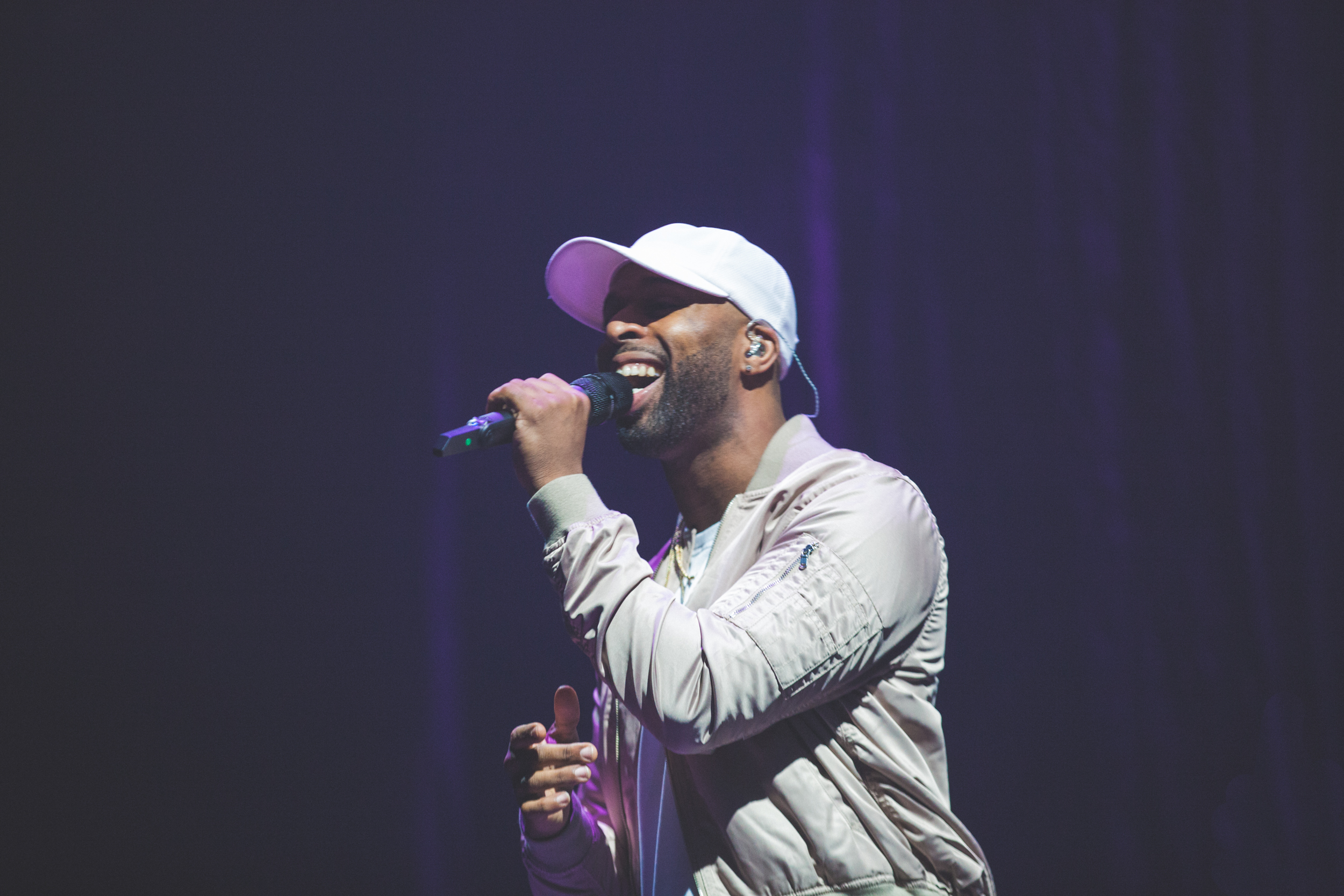
Даніел Дейлі (2016)

Dvsn (вимовляється  [dɪˈvɪʒən], "дивізія" ) - це канадський R & B дует , що складається з Даніеля Дейлі та Nineteen85 . Вони підписані на музичний лейбл OVO Sound .

## Музична кар'єра

### 2015–сьогодні:Sept. 5thіMorning After
5 листопада 2015р., dvsn випустили дві пісні під назвою "The Line" та "With Me". Вперше вони здобули визнання, коли пісня "With Me" прозвучала на радіо-станції Apple Beats 1 під час сьомого радіо-шоу лейблу OVO Sound . . [4] 2 грудня 2015 року вони випустили свою третю пісню під назвою "Too Deep" на SoundCloud та iTunes Store. [6] 24 грудня 2015 року вони випустили свою четверту пісню "Hallucinations" на SoundCloud та iTunes Store. [8] 29 лютого 2016 р. було оголошено про те, що dvsn підписались на звукозаписний лейбл виконавця Дрейка OVO Sound . [10]11 березня 2016 р.  DVNS оголосили про випуск  їх дебютного студійного альбому під назвою Sept. 5th , разом з цим вони оголосили про те, що альбом буде доступний для попереднього замовлення ексклюзивно в iTunes Store . [12] Вони випустили альбом ексклюзивно на iTunes Store та Apple Music 27 березня 2016 року [14] , а вже з 1 квітня 2016 року альбом став доступний на всіх інших музичних платформах.
У 2016р. dvsn стали запрошеними виконавцями на четвертому студійному альбомі Дрейка " Views" на треку під назвою" Faithful ".
5 травня 2017 р. Dvsn випустили трек "Think About Me" як головний сингл зі свого другого студійного альбому. Через місяць "Don't Choose" був випущений як другий сингл. 9 серпня 2017 р. Dvsn оголосили, що " Morning After" - назва їх другого альбому. Новий сингл під назвою "Mood" був випущений 4 вересня 2017 року. Наступного дня, dvsn заявили, що альбом буде випущений 13 жовтня 2017 року.  Morning After  став доступним для попереднього замовлення 22 вересня 2017 року.

## Дискографія

### Студійні альбоми
| Назва         | Деталі альбому                                                                                           | Найвищі позиції | Найвищі позиції | Найвищі позиції | Найвищі позиції | Найвищі позиції |
| Назва         | Деталі альбому                                                                                           | CAN             | UK R&B          | US              | US R&B /HH      | US R&B          |
| ------------- | --- | --------------- | --------------- | --------------- | --------------- | --------------- |
| Sept. 5th     | - Випуск: 27 березня, 2016 - Музичний лейбл: OVO Sound, Warner Bros. - Формати: CD, LP, digital download | 69              | 25              | 133             | 17              | 7               |
| Morning After | - Випуск: 13 жовтня, 2017 - Лейбл: OVO Sound, Warner Bros. - Формати: CD, LP, digital download           | 19              | 30              | 38              | 22              | 6               |

### Сингли
| Назва            | Рік  | Альбом        |
| ---------------- | ---- | ------------- |
| "The Line"       | 2015 | Sept. 5th     |
| "With Me"        | 2015 | Sept. 5th     |
| "Too Deep"       | 2015 | Sept. 5th     |
| "Hallucinations" | 2015 | Sept. 5th     |
| "Think About Me" | 2017 | Morning After |
| "Don't Choose"   | 2017 | Morning After |
| "Mood"           | 2017 | Morning After |
| "P.O.V"          | 2017 | Morning After |

| Назва                                        | Рік  | Найвищі позиції | Найвищі позиції | Найвищі позиції | Найвищі позиції | Найвищі позиції | Альбом |
| Назва                                        | Рік  | CAN             | UK              | US              | US R&B /HH      | US Rap          | Альбом |
| -------------------------------------------- | ---- | --------------- | --------------- | --------------- | --------------- | --------------- | ------ |
| "Faithful" (Drake featuring Pimp C and Dvsn) | 2016 | 61              | 108             | 72              | 36              | 19              | Views  |

- Summer Sixteen Tour (with Drake & Future) (2016)[10]
- Boy Meets World Tour (with Drake) (2017)

## Замітки
1. ↑  Smith, Trevor (4 жовтня 2015). Listen To OVO Sound Radio Episode 7 Featuring PARTYNEXTDOOR & Boi-1da. HotNewHipHop. Архів оригіналу за 29 травня 2017. Процитовано 4 жовтня 2015.
2. ↑  Dvsn – Chart history: Canadian Albums. Billboard. Prometheus Global Media. Архів оригіналу за 13 серпня 2016. Процитовано 5 квітня 2016.
3. ↑  Peak chart positions for albums on the R&B Chart in the United Kingdom:
  - Sept. 5th: Official R&B Albums Chart Top 40 – 08 April 2016 – 14 April 2016. Official Charts Company. Архів оригіналу за 3 червня 2016. Процитовано 8 квітня 2016.
  - Morning After: Official R&B Albums Chart Top 40 – 20 October 2017 – 26 October 2017. Official Charts Company. Архів оригіналу за 7 листопада 2017. Процитовано 20 жовтня 2017.
4. ↑  Dvsn – Chart history: Billboard 200. Billboard. Архів оригіналу за 9 травня 2018. Процитовано 24 жовтня 2017.
5. ↑  Dvsn – Chart history: R&B/Hip-Hop Albums. Billboard. Prometheus Global Media. Архів оригіналу за 13 серпня 2016. Процитовано 5 квітня 2016.
6. ↑  Dvsn – Chart history: R&B Albums. Billboard. Prometheus Global Media. Архів оригіналу за 13 серпня 2016. Процитовано 5 квітня 2016.
7. ↑  SEPT. 5TH by dvsn. iTunes Store. Apple. Архів оригіналу за 11 березня 2016. Процитовано 11 березня 2016.
8. ↑  Instagram post by dvsn • Aug 1, 2017 at 10:03pm UTC. Instagram (англ.). Архів оригіналу за 24 березня 2019. Процитовано 2 серпня 2017.
9. ↑  Peak chart positions for singles in the United Kingdom:
  - "Faithful": CHART: CLUK Update  6.05.2016 (wk18). zobbel.de. Архів оригіналу за 10 червня 2016. Процитовано 6 травня 2016.
10. ↑  Yoo, Noah (25 квітня 2016). Drake and Future Announce Summer Sixteen Tour. Pitchfork. Архів оригіналу за 25 квітня 2016. Процитовано 25 квітня 2016.

## External links
- Dvsn у соціальній звуковій хмарі SoundCloud